# Surinaamse parlementsverkiezingen 2020/Kandidatenlijst/Wanica
Dit is de lijst van kandidaten voor de Surinaamse parlementsverkiezingen in 2020 in Wanica. De verkiezingen vinden plaats op 25 mei 2020.
De onderstaande deelnemers kandideren op grond van het districten-evenredigheidsstelsel voor een zetel in De Nationale Assemblée. Elk district heeft een eigen lijsttrekker. Los van deze lijst vinden tegelijkertijd de verkiezingen van de ressortraden plaats. Daarvoor geldt het personenmeerderheidsstelsel. De kandidaten voor de ressortraden staan hieronder niet genoemd.

## Kandidaten
Hieronder volgen de kandidatenlijsten op alfabetische volgorde per politieke partij.

### Alternatief 2020(A20)
1. Graciëlla Hardjopawiro
2. Olu Abena
3. Anand Bhoelai
4. Imelda Bendanon
5. Farley Newland
6. Mignom Shenti
7. Steven Essed

### Broederschap en Eenheid in de Politiek(BEP)
1. Valdano Cadogan
2. Cherryl Elmont
3. Pearl Paulus
4. Errol Finkie
5. Liola Tamin
6. Joycelien Landveld
7. Zenga Lugard

### Democratie en Ontwikkeling in Eenheid(DOE)
1. Steven Alfaisi
2. Gloria Lie Kwie Sjoe
3. Daphne Boke
4. Andrew Baasaron
5. Elizabeth Atmopawiro
6. Hugo Pinas
7. Robby Holband

### Democratisch Alternatief '91(DA'91)
1. Guillermo Huisden
2. Antonius Stienstra
3. Judith Tilborg
4. Heinrich Rozen
5. Mohamedjabar Mohamad
6. Rowien Ramsamoedj
7. Dharamlal Chotkan

### De Nieuwe Wind(DNW)
1. Jorlynn Jonelle Dipper

### Hervormings- en Vernieuwingsbeweging(HVB)
1. Marijette Towiredjo
2. Wikeshkoemar Tedjoe
3. Jermaine Ligeon
4. Wagimin Pawirooelomo
5. Vanity Soeroredjo
6. Romeo Samijo
7. Raymond Sapoen

### Nationale Democratische Partij(NDP)
1. Ashwin Adhin
2. Rossellie Cotino
3. Amzad Abdoel
4. Hans Sandjon
5. Martin Misiedjan
6. Jurgen Kartodikromo
7. Vijay Chotkan

### Nationale Partij Suriname(NPS)
1. Michel Felisi
2. Dayanand Dwarka
3. Soraya Leysner
4. Nasima Djorai
5. Joan Vliesje
6. Selvin Bishop
7. Sjachnaz Astria Pengel

### Partij voor Recht en Ontwikkeling(PRO) /Amazone Partij Suriname(APS)
1. Jennifer Wong Swie San
2. Rashly Resida
3. Samaria Pansa
4. Andy Truideman
5. Ricky Chan Jet Soe
6. Rachida Pansa
7. Rasik Jhinkoe

### Pertjajah Luhur(PL) /Algemene Bevrijdings- en Ontwikkelingspartij(ABOP)
1. Nasier Eskak (PL)
2. Stanley Betterson (ABOP)
3. Martha Djojoseparto (PL)
4. Sashvien Nirmal (PL)
5. Monica Anomtaroeno (PL)
6. Fifi Sarmo (PL)
7. Miquella Soemar-Huur (ABOP)

### Progressieve Arbeiders en Landbouwers Unie(PALU)
1. Henk Ramnandanlal
2. Reina Cirino
3. Sascia Zeegelaar
4. Widjay Ramnarain
5. Jacintha Dundas
6. Rekha Kalpoe
7. Ormando Koenjebehari

### Sociaal Democratische Unie(SDU)
1. Gwendelien Rattan
2. Bernice Sontowinggolo
3. Ines Sakko
4. Saverio Landveld
5. Judith Andro
6. Olivia Prieka

### STREI!
1. German Vola
2. Vishal Sewkaransing
3. Meredith Brewster
4. Vidjai Briedjlal
5. Shenelva Tinhuil
6. Zuwena Fonkel
7. Shantousha van Aaron

### Surinaamse Partij van de Arbeid(SPA)
1. Joyce Dorothy Willams
2. Mahinderpersad Sardjoe
3. Theodora Theresia Mari Koulen
4. Andy Winston Soedarjo
5. Bryan Paino Kartopawiro
6. Diëgo Stanley Maaijen
7. Peter Frans Lienga

### Volkspartij voor Vernieuwing en Democratie(VVD)
1. Deborah Apensa
2. Sarah Boejharat
3. Sabine Durgaram
4. Floyd Pinas
5. Akshey Ramphal
6. Romano Parijs
7. Janine Kross

### Vooruitstrevende Hervormings Partij(VHP)
1. Chan Santokhi
2. Asiskumar Gajadien
3. Reshma Mangre
4. Sidik Moertabat
5. Mohammad Mohab-Ali
6. Henk Aviankoi
7. Melissa Bruinhart

Kandidaten per partij: A20 · 
ABOP · 
BEP · 
DA'91 · 
DNW · 
DOE · 
HVB · 
NDP · 
NPS · 
PALU · 
PL · 
PRO/APS · 
SDU · 
SPA · 
STREI! · 
VHP · 
VVD
Kandidaten per district: Brokopondo · 
Commewijne · 
Coronie · 
Marowijne · 
Nickerie · 
Para · 
Paramaribo · 
Saramacca · 
Sipaliwini · 
Wanica